# Madeline Musselman
Madeline "Maddie" Musselman (Newport Beach, 16 de junho de 1998) é uma jogadora de polo aquático estadunidense, campeã olímpica.

## Carreira
Musselman fez parte da equipe campeã olímpica pelos Estados Unidos nos Jogos do Rio de Janeiro, em 2016.